# Sphaerolaimus pentasetus
Sphaerolaimus pentasetus is een rondwormensoort uit de familie van de Sphaerolaimidae.